# حادثة كورفو
حادثة كورفو هي أزمة دبلوماسية كانت بين مملكة اليونان ومملكة إيطاليا عام 1923.
وقعت الحادثة عند مقتل جنرال إيطالي يرأس لجنة لحل نزاع حدودي بين ألبانيا واليونان، وقد قُتل في الأراضي اليونانية مع جميع أفراد فريقه. ردًا على ذلك، أصدر بينيتو موسوليني إنذارًا صارمًا لليونان وعندما لم تقبله بشكل كامل، أرسل موسوليني قواته لقصف واحتلال كورفو. تحدى موسوليني عصبة الأمم وصرّح بأن إيطاليا ستغادر المنظمة إذا تدخلت عصبة الأمم في الأزمة، حتى أقرّ في نهاية الأمر مؤتمر السفراء اتفاقية في صالح إيطاليا. مثّلت هذه الحادثة أوضح الأدلة المبكرة على حالة ضعف عصبة الأمم عند تعاطيها مع القوى الكبرى.

## خلفية الحادثة
خلال الحرب الإيطالية-العثمانية 1911-1912، احتلت إيطاليا جزر دوديكانيسيا ذات الغالبية اليونانية. وفقًا لمعاهدة فينيزيلوس-تيتوني للعام 1919، تعهدت إيطاليا بتسليم جزر دوديكانيسيا -ما عدا جزيرة رودس- إلى اليونان مقابل اعتراف اليونانيين بأحقية المطالب الإيطالية في أجزاء من الأناضول. بالرغم من ذلك، وضعت انتصارات الحركة القومية التركية نهايةً لجميع الخطط الرامية إلى تقسيم الأناضول بحلول العام 1922، وتبنى موسوليني الرأي القائل بأنه مع طرد الطليان من تركيا، تسقط تبعًا لذلك جميع التعهدات الإيطالية بتسليم جزر دوديكانيسيا لليونان. استمر اليونانيون في الضغط على موسوليني بخصوص مسألة الجزر، وفي صيف العام 1923، أمر موسوليني بتعزيز الحامية الإيطالية في جزر دوديكانيسيا ضمن خططه الهادفة إلى ضم الجزر رسميًا إلى إيطاليا، وهو ما دفع اليونانيين إلى إصدار مذكرات اعتراض.
في مايو 1923، وخلال زيارته إلى روما، أخبر وزير الخارجية البريطاني لورد كورزون موسوليني أن بريطانيا مستعدة للتخلي عن جوبالاند والجغبوب ضمن مساعيها العامة لتلبية جميع مطالب إيطاليا، بشرط أن تحل إيطاليا نزاعاتها مع كل من يوغسلافيا واليونان مقابل جوبالاند والجغبوب. وفقًا لبنود معاهدة لندن، والتي دخلت إيطاليا بمقتضاها الحرب العالمية الأولى في العام 1915، تعهدت بريطانيا بتسليم جوبالاند والجغبوب إلى إيطاليا. عند تأسيس موسوليني للحزب الفاشي في 1919 بشكل جزئي احتجاجًا على «النصر المشوّه» في العام 1918 إذ لم تحصل إيطاليا على جميع الأراضي التي وعدتها إياها معاهدة لندن، اكتسبت جوبالاند والجغبوب أهمية رمزية كبرى في إيطاليا بشكلٍ يفوق بأشواط القيمة الفعلية لتلك الأراضي. للحصول على جوبالاند والجغبوب، توجب على إيطاليا حلّ النزاع على رييكا مع يوغسلافيا والنزاع على جزر دوديكانيسيا مع اليونان، وهما النزاعان اللذان لم يكن موسوليني على استعداد للتنازل بشأنهما. وفقًا لاتفاقية ميلنر-شالويا في العام 1920 تعهدت بريطانيا بالالتزام بتسليم جوبالاند والجغبوب لإيطاليا، وتبعًا لذلك ربط البريطانيون تسليمها بحلّ الإيطاليين لنزاع جزر دوديكانيسيا أولًا. وفقًا لبنود معاهدة لوزان في يوليو 1923، تخلت جميع دول الحلفاء بمطالبها في الأراضي التركية، الأمر الذي أساء إلى سمعة موسوليني الذي صرح من موقعه في المعارضة بأنه سيحصّل جميع الأراضي التي قاتل الإيطاليون في سبيلها في الحرب العالمية الأولى، بما فيها أجزاء كبيرة من الأناضول. إضافة إلى ذلك، كان موسوليني قد اتهم السياسيين الذين سبقوه في موقع القيادة بالضعف وإحرازهم «نصرًا مشوهًا» في العام 1918، وأنه سيثبت نفسه باعتباره «قائدًا قويًا» سيعالج تبعات «النصر المشوه». مع كل هذه التصريحات النارية، ففي صيف العام 1923 وجد موسوليني نفسه وجهًا لوجه أمام حقيقة أن إيطاليا لم تكن في موقع قوة يخوّله بالإيفاء بجميع وعوده التي أطلقها.

## مقتل تيليني
في يوليو 1923، أمر موسوليني أميرالات ريجيا مارينا (الأسطول الملكي الإيطالي) البدء بالتحضير لاحتلال كورفو، الذي توقع حدوثه في صيف نفس العام ردًا على «الأعمال الاستفزازية المحتملة» من طرف اليونانيين. رحب وزير البحرية الإيطالية، الأدميرال باولو تاون دي ريفيل، بخطة الاستيلاء على كورفو لأسباب تتعلق بالخزينة، إيمانًا منه بأن تحقيق نصر على يد ريجيا مارينا سيُثبت للشعب الإيطالي أهمية البحرية، وبالتالي سيؤدي إلى تخصيص ميزانية أكبر للبحرية. في غضون ذلك، لم يُطلع موسوليني الدبلوماسيين في قصر كيجي على خططه لاحتلال كورفو، إذ توقع أنهم سيعارضون خطوته تلك، وهو ما ثبت صحته عندما قُصفت كورفو.

## أسبابها
كان هناك نزاع حدودي بين اليونان وألبانيا، أحاله البلدان إلى مؤتمر السفراء. أنشأ مؤتمر السفراء لجنة لترسيم الحدود، والتي وافق عليها عصبة الأمم. قدمت العديد من البلدان (بما فيهم إيطاليا) مفارز صغيرة من الجنود لمساعدة اللجنة في تنفيذ المسح، وأصبح الجنرال إنريكو تيلليني رئيس للجنة. ومنذ بداية المفاوضات والعلاقات بين اليونان واللجنة سيئة، حتى أن المندوب اليوناني اتهم علنًا الجنرال تيلليني بالعمل لصالح الألبان.

## الحادث في اليونان
وفي 27 أغسطس 1923، قتل الجنرال الإيطالي إنريكو تيلليني وثلاثة من مساعديه على يد مجهولين في كاكافيا داخل الأراضي اليونانية، ولم يتعرض الضحايا للسرقة.
وفقًا لبعض المصادر، فقد تعرض الضحايا لهجوم من القوميين اليونانيين، بينما أعلن البيان الرسمي اليوناني، أنهم اغتيلوا على أيدي العصابات الألبانية.

## رد فعل الإيطالي
أرسلت إيطاليا إنذارًا نهائيًا إلى اليونان في 29 أغسطس 1923، يطالبها بخمسين مليون ليرة إيطالية على سبيل التعويض، إضافة إلى إعدام القتلة. لم تتمكن اليونان من تحديد القتلة، فقصفت القوات الإيطالية واحتلت جزيرة كورفو اليونانية ذات الموقع الاستراتيجي عند مدخل البحر الأدرياتيكي في 31 أغسطس 1923، مما أسفر عن مقتل ما لا يقل عن خمسة عشر مدنيًا.

## حل الأزمة
لجأت اليونان إلى عصبة الأمم، الذي أدان الاحتلال الإيطالي في البداية. أحالت عصبة الأمم الخلاف إلى مؤتمر السفراء، ووافقت إيطاليا واليونان على الالتزام بقرارها. أيد المؤتمر إلى حد كبير المطالب الإيطالية، وطالب اليونان بالاعتذار ودفع التعويضات، وهو القرار الذي قبلت به اليونان، وغادرت القوات الإيطالية كورفو في 27 سبتمبر 1923.